# Molucola
Molucola is een geslacht van rechtvleugeligen uit de familie veldsprinkhanen (Acrididae). De wetenschappelijke naam van dit geslacht is voor het eerst geldig gepubliceerd in 1915 door Bolívar.

## Soorten
Het geslacht Molucola  is monotypisch en omvat slechts de volgende soort:
- Molucola antennata (Bolívar, 1914)